# Kelvin Kudus Momoh
Kelvin Kudus Momoh ist ein nigerianischer Fußballspieler.

## Karriere
Kelvin Kudus Momoh steht seit 2019 in Myanmar bei Rakhine United unter Vertrag. Wo der vorher gespielt hat, ist unbekannt. Der Verein aus Sittwe spielte in der höchsten Liga des Landes, der Myanmar National League. Für den Verein bestritt er bisher 25 Erstligaspiele und erzielte dabei zwei Tore.